# 馬克·雷諾茲 (蘇格蘭足球運動員)
馬克·雷諾兹（英語：Mark Reynolds；1987年5月7日—）是一位蘇格蘭足球運動員。在場上的位置是中後衛。他現在效力於蘇超球隊登地聯。他也代表蘇格蘭國家足球隊參賽。

## 外部連結
- 足球数据库：馬克·雷諾茲的球员统计数据